# 季风宫
季风宫（英語：Monsoon Palace）位于印度拉贾斯坦邦乌代布尔郊外的阿拉瓦利岭山顶，俯瞰法塔赫湖。季风宫由当地土王建于1884年，可以欣赏该市的湖泊、宫殿和周围乡野的景色，并可欣赏日出和日落美景。季风宫原来属于土王，现在由拉贾斯坦邦林业局管理，对公众开放。
季风宫曾出现在1983年詹姆斯·邦德电影《八爪女》中。

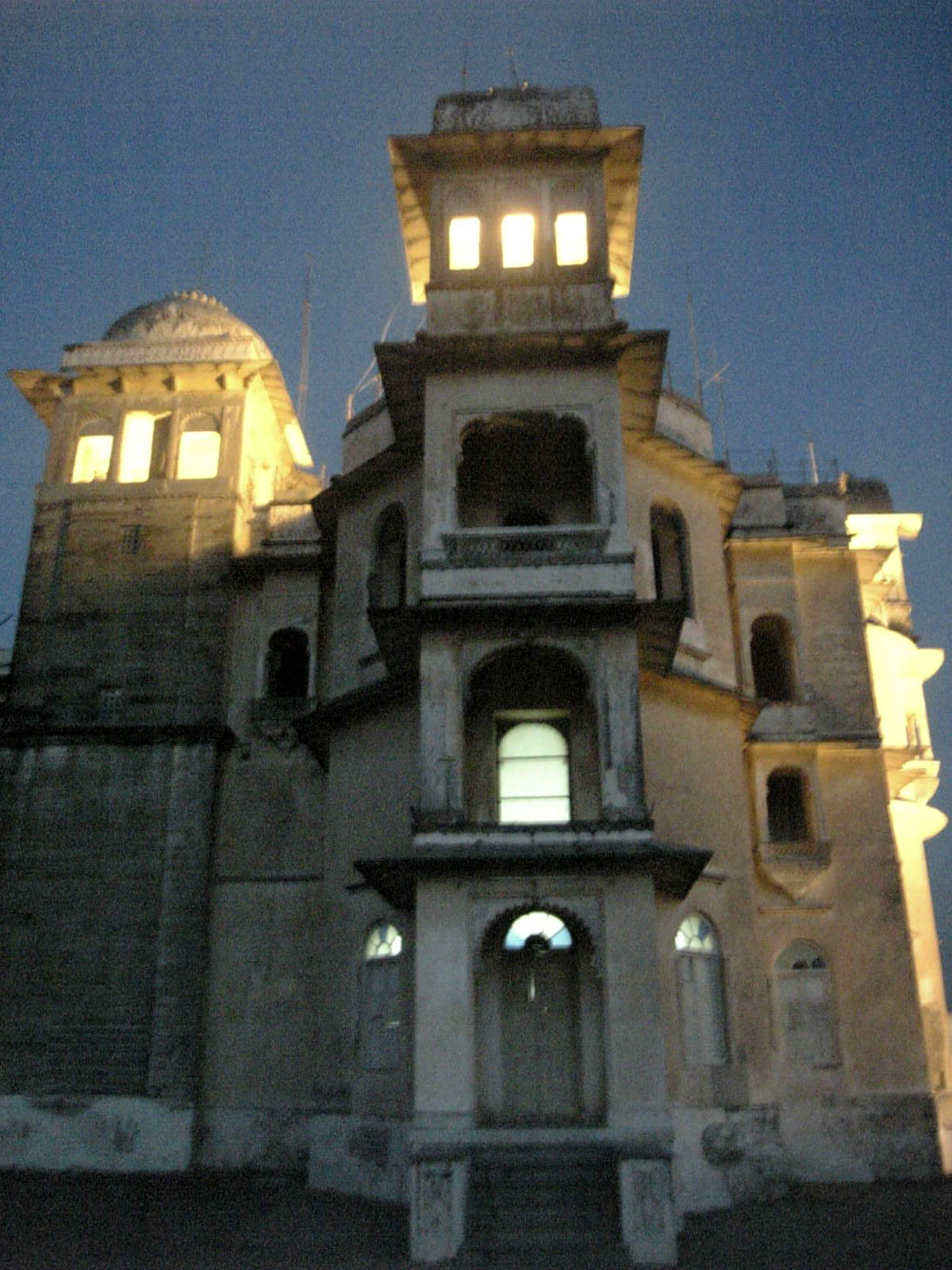
季风宫

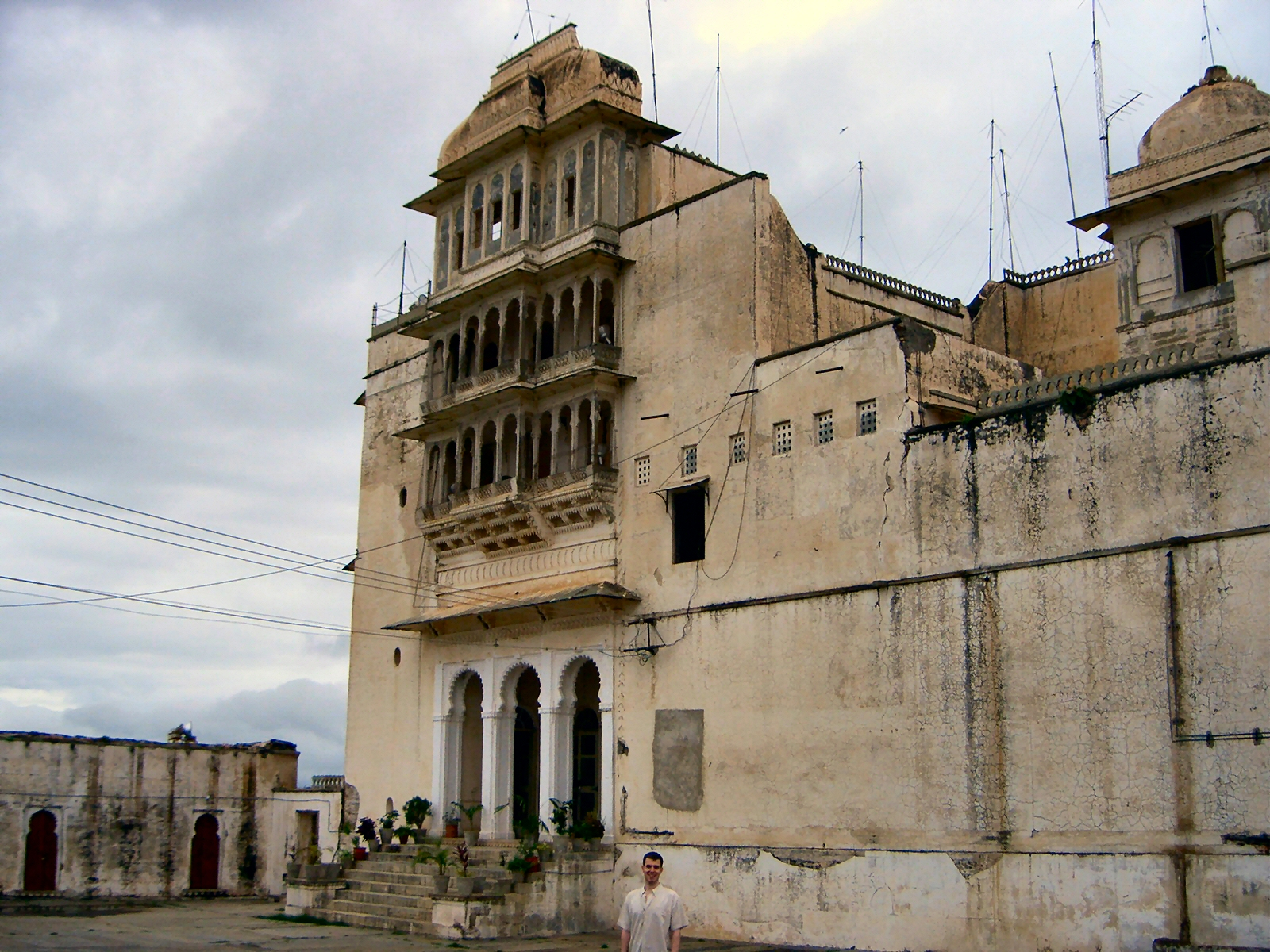
季风宫